# Крук малий
Крук малий (Corvus mellori) — вид горобцеподібних птахів роду Крук (Corvus) родини Воронові (Corvidae). 
Вид названий на честь британського хіміка Джозефа Меллора (Joseph William Mellor, 1869—1938).

## Опис
Вид близько 48-50 см в довжину. 

## Стиль життя
Товариський, часто утворює великі зграї, які бродять вільно в широких областях, в пошуках їжі. Поживою служать комахи, павуки, багатоніжки, коники, цикади і гусениці. Це розумні птахи, які використовують інструменти, а також мають інноваційні методи пошуку їжі.
Часто гніздяться у вільних колоніях до п'ятнадцяти пар, з гніздами за кілька метрів одне від одного. Гніздо являє собою тонку чашу з паличок з шаром кори, трави і вовни, щоб створити товсту устилку. Гнізда, як правило, розташовані низько над землею (нижче 10 метрів), часто в роздвоєнні гілки під зовнішній покровом дерева. Будівництво гнізда часто забирає багато часу. Обидва птахи будують гніздо, самиці кладуть матеріал який приносить самець. Нові гнізда будуються щороку. Зазвичай кладеться 4—5 яєць. Молодь залишає гніздо, коли сягає 33-41-денного віку. Неповнолітні птахи мають коричневий колір очей, а на 3-й рік, їх колір очей поміняється на білий.

## Середовище проживання
Живе в південно-східній Австралії від чагарників, сільськогосподарських угідь, пасовищ, рідколісь до безлісих рівнин, узбережжя і передмість.